# Ротума
Ротума — острів вулканічного походження в Тихому океані, що входить до складу держави Фіджі. На гористому і багатому опадами острові площею 43 км² (включаючи маленькі острівці — 46 км²) ростуть пальми та інша густа рослинність.
Чисельність населення становить близько 2700 чоловік.
Столицею острова є місто Ахау, проте найбільше місто і порт — Мотуса. Ротума була відкрита в 1791 році британським кораблем, в 1881 — була анексована Великою Британією. У 1970 острів здобув незалежність як частина Фіджі.
У парламенті Фіджі в Ротума є власне місце, а управлінням острова займається міністерство справ Ротума.
Головним продуктом сільськогосподарського виробництва є копра.

Прапор сепаратистів острова Ротума